# Belinda Wright
Belinda Wright, all'anagrafe Brenda Wright (Southport, 18 gennaio 1929 – Zurigo, 1º aprile 2007) è stata una ballerina inglese.

## Biografia
Figlia di un mercante di carbone, Belinda Wright era una bambina di salute cagionevole, tanto che fu il medico di famiglia ad incoraggiarla a prendere lezioni di danza per irrobustirsi. Una volta riconosciuto il proprio talento fu allieva di Ol'ga Preobraženskaja a Parigi e di Kathleen Crofton a Londra.
Dopo sei anni con il Rambert Ballet, nel 1962 fu scritturata dal London Festival Ballet in qualità di prima ballerina. La stagione successiva fu ospite con il Royal Ballet e successivamente danzò esclusivamente come prima ballerina ospite in diverse compagnie in tutto il mondo. Acclamata interprete di ruoli classici e romantici del XIX secolo, ottenne grandi apprezzamenti per il ruolo di Giselle, con cui diede l'addio alle scene nel 1977 a Tokyo. Successivamente si dedicò all'insegnamento.
Ebbe un figlio dal primo marito, il ballerino svizzero Wolfgang Brunner, da cui divorziò nel 1960. Successivamente si risposò con Jelko Yuresha, che fu spesso suo partner sulle scene.